# Alexei Wladimirowitsch Kuleschow
Alexei Wladimirowitsch Kuleschow (russisch Алексей Владимирович Кулешов; * 24. Februar 1979 in Frjasino) ist ein ehemaliger russischer Volleyballspieler. Er spielte auf der Position Mittelblock.

## Erfolge Verein
Russischer Pokal:
- 1997, 1998, 1999, 2000, 2001, 2003, 2006, 2015

Russische Meisterschaft:
- 1998, 2000, 2002, 2003, 2004, 2006, 2016
- 1999, 2005, 2007, 2008, 2009
- 2012

CEV-Pokal:
- 2002, 2010, 2014

Champions League:
- 2003, 2004, 2016[2]
- 2007, 2009

Klub-Weltmeisterschaft:
- 2015

Russischer Superpokal:
- 2015

## Erfolge Nationalmannschaft
U21-Europameisterschaft:
- 1998

U19-Weltmeisterschaft:
- 1999

Weltliga:
- 2002
- 2000, 2007
- 2006, 2008, 2009

Olympische Spiele:
- 2000
- 2004, 2008

Europameisterschaft:
- 2005, 2007
- 2001, 2003

Weltmeisterschaft:
- 2002

Europaliga:
- 2005
- 2004

World Cup:
- 2007

## Einzelauszeichnungen
- 1999: Bester Blocker U19-Weltmeisterschaft
- 2002: Bester Blocker Weltliga
- 2004: Bester Blocker Champions League
- 2004: Bester Blocker Olympische Sommerspiele
- 2006: Bester Blocker Weltmeisterschaft
- 2006: Bester Blocker Russland Pokal